# Salomè (альбом)
Salomè — тридцать пятый студийный альбом итальянской певицы Мины, выпущенный в 1981 году на лейбле PDU.

## Об альбоме
По традиции альбом был выпущен осенью (в ноябре), вновь в виде двойного альбома, но в дальнейшем издавался в разделённом виде с приписками «Vol. 1» и «Vol. 2» и разными обложками. На этот раз альбом был выпущен, помимо Италии и Испании, в Турции и Японии (под названием «Una Canzone» и отличной ото всех обложкой), но на пластинках содержались не все песни из оригинального лонгплея, а только некоторые.
Релизу пластинки весной предшествовал выпуск сингла «Una canzone» с песней «Quando l’amore ti tocca» на обратной стороне; в сингловом чарте он добрался до 21 места, а вот в годовом занял 70 строчку.
Альбом поднялся до второго место в еженедельном альбомом хит-параде, в годовом рейтинге пластинка заняла 29 место.

## Список композиций
| №  | Название                                                | Автор(ы)                            | Длительность |
| -- | ------------------------------------------------------- | ----------------------------------- | ------------ |
| 1. | «Tu sarai la mia voce (Put the Weight on My Shoulders)» | Витторио Де Скальци, Джино Ванелли  | 4:55         |
| 2. | «Miele su miele»                                        | Паоло Конте                         | 5:30         |
| 3. | «Tres palabras»                                         | Освальдо Феррес                     | 3:23         |
| 4. | «Sono sola sempre»                                      | Бруно Лауци, Беппе Кантарелли       | 4:20         |
| 5. | «Walk On By»                                            | Хэл Дэвид, Берт Бакарак             | 8:25         |
| 6. | «No»                                                    | Андреа Ло Веккьо, Армандо Манцанеро | 3:15         |
| 7. | «Contigo en la distancia»                               | Сесар Портильо Де Ла Лус            | 3:08         |
| 8. | «Così»                                                  | Эдорадо Де Анджелис, Алдо Донати    | 3:30         |

| №   | Название                  | Автор(ы)                                                        | Длительность |
| --- | ------------------------- | --------------------------------------------------------------- | ------------ |
| 1.  | «E va bene, ti voglio»    | Вито Паллавичини, Пьеро Кассано                                 | 5:23         |
| 2.  | «Una canzone»             | Нико Ди Пало, Витторио Де Скальци, Джанни Беллено, Рики Беллони | 4:05         |
| 3.  | «Verde luna»              | Висенте Гомес                                                   | 2:37         |
| 4.  | «Liza»                    | Бруно Лауци, Нико Де Пало, Джанни Беллено, Рики Беллони         | 3:25         |
| 5.  | «Boy»                     | Маурицио Пикколи                                                | 5:05         |
| 6.  | «Uh uh»                   | Витторио Де Скальци, Джино Беллено, Рики Беллони, Нико Ди Пало  | 3:50         |
| 7.  | «E tu, chi sei?»          | Витто Паллавичини, Мишель Вассёр, Джанни Гарнери                | 4:25         |
| 8.  | «Esperame en el cielo»    | Пакито Лопес Видаль                                             | 3:18         |
| 9.  | «Quando l’amore ti tocca» | Ренато Ди Битонто, Нини Каруччи                                 | 3:15         |
| 10. | «Squarciagola»            | Массимилиано Пани, Валентино Альфани                            | 6:02         |

## Чарты
| Чарт (1981-82)           | Пиковая позиция |
| ------------------------ | --------------- |
| Италия (Musica e dischi) | 2               |

| Чарт (1982)              | Позиция |
| ------------------------ | ------- |
| Италия (Musica e dischi) | 29      |